# طواف إيطاليا 1949
طواف إيطاليا 1949 هو سباق دراجات هوائية أقيم في إيطاليا بتاريخ 21 مايو - 12 يونيو، تكون السباق من 19 مرحلة وامتدّ لمسافة 4088 كم بسرعة 32.556 كم/س، استغرق السباق 125 ساعة 25 دقيقة 50 ثانية. فاز به الإيطالي فاوسطو كوبي وحلّ ثانيا جينو بارتلي.

## الترتيب
| م                     | الدرّاج      | البلد   | الزمن                      |
| --------------------- | ----------- | ------- | -------------------------- |
| الفائز بالترتيب العام | فاوسطو كوبي | إيطاليا | 125 ساعة 25 دقيقة 50 ثانية |
| الثاني                | جينو بارتلي | إيطاليا |                            |
| التسلق                | فاوسطو كوبي | إيطاليا | -                          |